# Jaroslav Kvapil (Komponist)

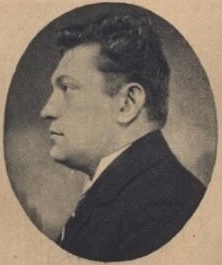
Jaroslav Kvapil

Jaroslav Kvapil (* 21. April 1892 in Fryšták (deutsch Freistadt) im Verwaltungsbezirk Zlín; † 18. Februar 1958 in Brünn) war ein tschechischer Komponist.

## Leben und Wirken
Kvapil war Sohn des Lehrers Ignat Kvapil auf Freistadtl.
1911 begann Kvapil ein Studium am Königlichen Konservatorium in Leipzig. Zuvor hatte er eine dreijährige Ausbildung an der Orgelschule in Brünn erhalten und anschließend zwei Jahre dort selbst als Lehrer gearbeitet. Bis 1913 erhielt er in Leipzig Unterricht von Max Reger (Komposition), Robert Teichmüller (Klavier) und Hans Sitt (Partiturspiel und Dirigieren).
Der Schüler von Leoš Janáček war von 1920 bis 1924 Leiter der Tschechischen Philharmonischen Schule, dann Professor für Klavierspiel und Komposition am Konservatorium von Brünn und schließlich ab 1947 an der Janáček-Musikakademie.
Er komponierte vier Sinfonien, zwei Violinkonzerte, ein Klavier- und ein Oboenkonzert, eine Oper (Das Maimärchen, 1940–43), ein Melodram und ein Oratorium, kammermusikalische Werke, Kantaten, Chorwerke und Lieder.